# Heliconius doris
Heliconius doris is een vlinder uit de familie Nymphalidae. De wetenschappelijke naam is gepubliceerd in 1771 door Carl Linnaeus.